# Hebron (Illinois)
Hebron – wieś w Stanach Zjednoczonych, w stanie Illinois, w hrabstwie McHenry.